# Georg Kreykenbohm
Georg Kreykenbohm war ein deutscher Landrat.

## Leben und Wirken
Nach dem Schulbesuch und Studium der Rechtswissenschaften legte er am 31. Oktober 1935 die juristische große Staatsprüfung ab. Danach war er als Regierungsrat im öffentlichen Dienst tätig und arbeitete beim Oberlandratsamt in Zlín (Mähren). 1942 wurde er kommissarisch zum Landrat des Kreises Eckartsberga eingesetzt. Sein Dienstort war die Stadt Kölleda. Doch da er sich zu diesem Zeitpunkt zum Wehrdienst im Zweiten Weltkrieg befand, nahm seine Vertretung der Regierungsoberinspektor Zippel und der Kreisbürodirektor Handrock vor. Sein weiteres Schicksal ist unbekannt.